# Дурденевский, Всеволод Николаевич
Все́волод Никола́евич Дурдене́вский (9 февраля 1889, Москва — 13 ноября 1963) — российский и советский правовед. Доктор юридических наук, профессор Пермского, Московского, Минского, Иркутского и Свердловского университетов. Заслуженный деятель науки РСФСР.

## Биография
В 1911 году окончил юридический факультет Московского университета. С 1915 года — приват-доцент Московского университета по кафедре полицейского права.

### Работа в Пермском университете
В июле 1917 года был утверждён экстраординарным профессором по кафедре административного права Пермского университета, затем избран секретарем юридического факультета. В числе ведущих профессоров университета В. Н. Дурденевский входил в состав городской комиссии по высшей школе, рассматривавшей вопросы развития Пермского университета, увеличения объёмов его финансирования, выделения помещений для учебных аудиторий и вспомогательных служб. Летом 1919 г. вместе с сотрудниками и студентами эвакуирован в Томск.
По возвращении в Пермь активно работал в Пермском университете на факультете общественных наук, созданном на базе историко-филологического и юридического факультетов, обеспечивал преподавание целого ряда дисциплин: истории русского права, государственного (конституционного) права, административного права, теории политической экономии.
По воспоминаниям очевидцев лекции читал прекрасно, в совершенстве владел материалом и словом. Работал заместителем декана, деканом факультета. В составе делегации был командирован в Москву для доклада в центральных учреждениях о положении и нуждах Пермского университета, выезжал в университетские города России с целью ознакомления с новой литературой и пополнения фундаментальной библиотеки и кабинета государственных наук.
За подготовку и издание устава Пермского университета был отмечен благодарностью. Занимался научной работой, в местных изданиях опубликовал две статьи: «Понятие о социологии» (Сборник. «Пути науки». — Пермь, 1918); «Субъективное право и его основное разделение» (Сборник Общества исторических, философский и социальных наук при Пермском университете. — Пермь, 1918).

### Дальнейшая деятельность
С 1922 года работал профессором Московского (а также Минского, Иркутского и Свердловского государственного) университета.
1944—1961 гг. — эксперт-консультант Договорно-правового отдела МИД СССР: участвовал в качестве эксперта делегации СССР на Потсдамской конференции, Парижской мирной конференции, двух сессиях Генеральной Ассамблеи ООН, Белградской конференции о режиме судоходства по Дунаю, принимал участие в подготовке мирных договоров 1947 года с Италией, Финляндией, Венгрией, Болгарией,Румынией; состоял членом советской группы Постоянной палаты третейского суда в городе Гааге, в 1957 году был избран членом исполкома Советской ассоциации международного права.
В. Г. Дурденевский — автор более 160 научных работ и в том числе значимых монографий.

## Награды
- орден Трудового Красного Знамени (05.11.1945)
- орден «Знак Почёта»
- медали